# Wasterkingen
Wasterkingen is een gemeente en plaats in het Zwitserse kanton Zürich, en maakt deel uit van het district Bülach.

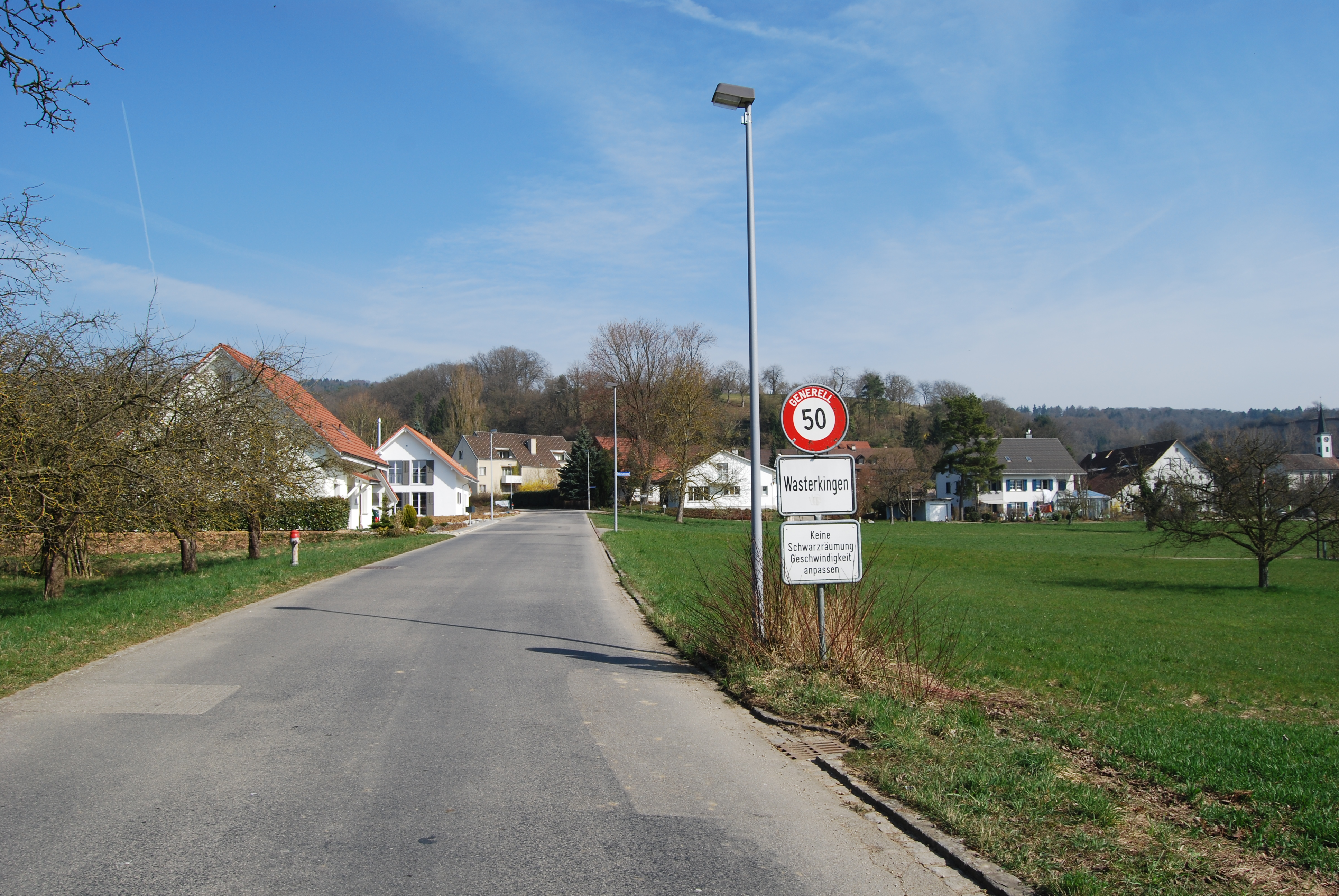
Wasterkingen

Wasterkingen telt 555 inwoners.